# Messor foreli
Messor foreli es una especie de hormiga del género Messor, subfamilia Myrmicinae. 

## Distribución
Esta especie se encuentra en Argelia, Marruecos, Túnez y Emiratos Árabes Unidos.